# Ferdinando Lanza
Ferdinando Lanza (né à Nocera de' Pagani le 10 avril 1785, mort à Naples le 21 juin 1865) est un général bourbonien, lieutenant général du royaume des Deux-Siciles.

## Biographie
Ferdinando Lanza reçoit une formation dans la cavalerie, il est promu général en 1848.
La première action militaire de grande envergure, au cours de laquelle il subit une cuisante défaite malgré sa supériorité numérique, a lieu le 9 mai 1849 lorsqu'il affronte les troupes de Giuseppe Garibaldi à Palestrina, au cours d'une expédition bourbonienne destinée à restaurer le pape Pie IX, alors déchu au profit de la République romaine.
Il participe la même année, aux ordres de Carlo Filangieri, à l'expédition de reconquête de la Sicile qui s'était rebellée en 1848.
En qualité de maréchal de camp, délégué par le roi François II des Deux-Siciles, il est envoyé à Palerme. Après l'échec de la bataille à Calatafimi le 15 mai 1860, il est nommé lieutenant général du roi à la place de Paolo Ruffo di Bagnara et organise la défense de Palerme. À l'époque, âgé de 75 ans et obèse, il ne parvient pas à monter à cheval, et se trompant complètement dans les intentions des garibaldiens, il subit l'assaut des Mille qui est mené en traversant le Ponte dell'Ammiraglio sur l'Oreto le 27 mai.

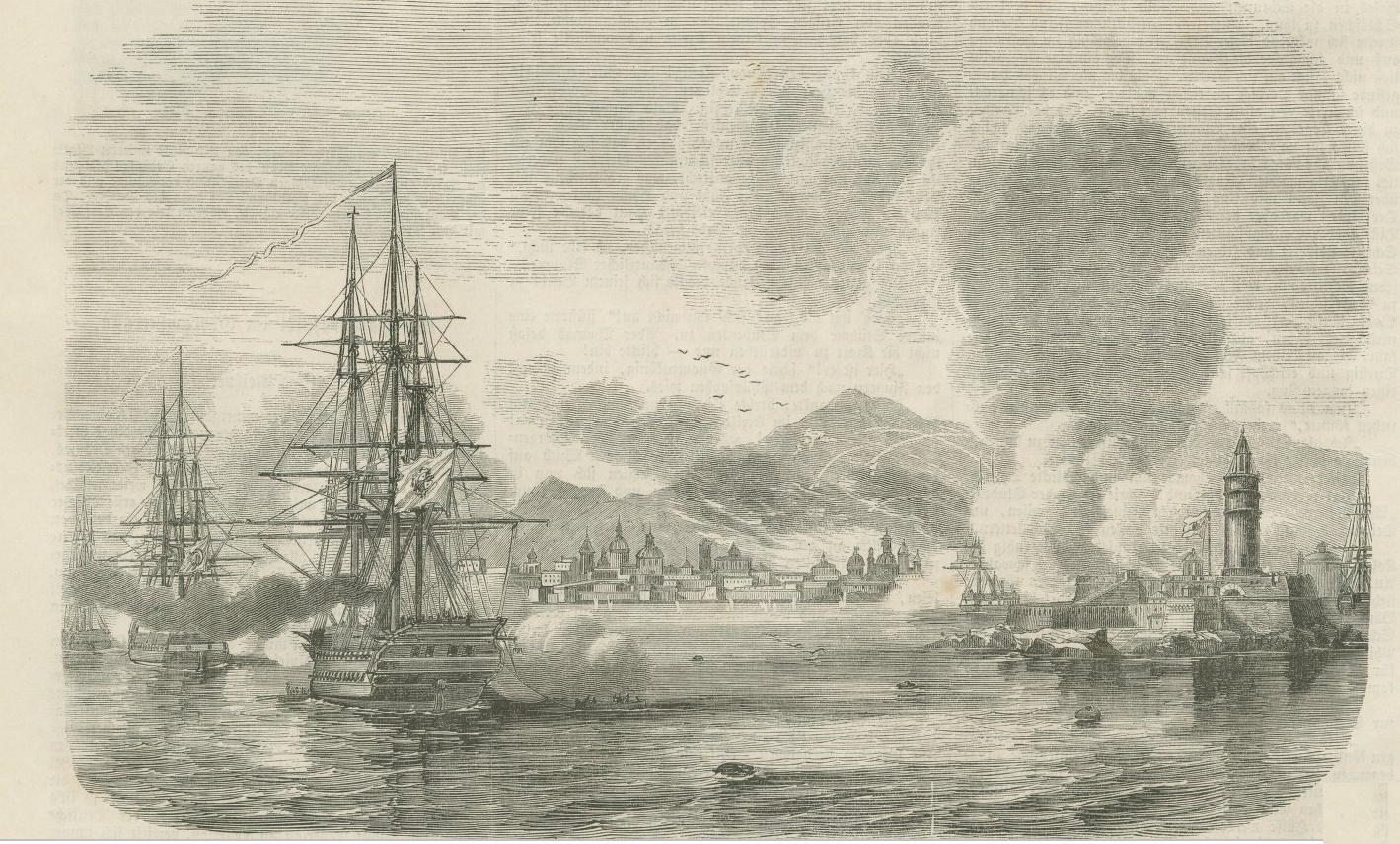
Le bombardement de Palerme.

La ville se soulève. Lanza, réitérant avec l'expérience palermitaine passée qui valut au roi Ferdinand II le surnom de Re Bomba, fait bombarder la ville par l'artillerie du fort de Castellammare et des navires provoquant la mort d'environ 600 personnes, la destruction de nombreuses habitations et l’aliénation de la population qui rejoint les troupes de Garibaldi, et l'hostilité de l'opinion européenne.
Il est contraint de demander une trêve le 30 mai, et signe un armistice sur un navire anglais alors que les renforts arrivent de Naples. Conscient de la détermination des Siciliens et de l'isolement du roi des Deux-Siciles, il capitule le 6 juin, rembarque ses troupes du 7 au 19 juin 1860.

## Sources
- (it) Cet article est partiellement ou en totalité issu de l’article de Wikipédia en italien intitulé « Ferdinando Lanza » (voir la liste des auteurs).